# I Had Some Help
«I Had Some Help» —en español: «Tuve algo de ayuda»— es una canción del rapero y cantante estadounidense Post Malone con la colaboración del cantante estadounidense de música country Morgan Wallen y fue apareció en anúncios de Spotify. Fue lanzado como el sencillo principal del próximo sexto álbum de estudio de Malone, F-1 Trillion, a través de Republic y Mercury Records el 10 de mayo de 2024. Malone y Wallen escribieron la canción junto con sus productores Louis Bell, Charlie Handsome y Hoskins, junto con Ernest, Ashley Gorley y Chandler Paul Walters.
«I Had Some Help» debutó en la cima del Billboard Hot 100 con las ventas y transmisiones semanales más altas desde 2020, lo que marca la sexta canción número uno de Malone y la segunda de Wallen. Ahora se ha convertido en la 
canción número uno de mayor duración en 2024, manteniendo su posición durante cinco semanas consecutivas. Hizo historia al debutar en el número uno en las listas Billboard Hot 100 y Hot Country Songs de Billboard, y manteniendo el primer puesto en cada una de ellas durante sus primeras cinco semanas, una hazaña nunca antes lograda.
La canción también debutó en el número uno en la lista Anual de Canciones del Verano de Billboard de 2024 y, al mismo tiempo, encabeza la lista por tercera semana. Además, debutó en la cima de la lista Billboard Global 200 y alcanzó el puesto número uno en las listas de Australia, Canadá, Irlanda y Noruega.

## Lanzamiento y promoción
El 20 de marzo de 2024, Malone mostró un adelanto de un fragmento de la canción a través de las redes sociales después de que se filtrara una parte diferente anteriormente, que tenía un problema con la mezcla. El 28 de abril de 2024, Malone y Wallen presentaron sus propios espectáculos en el Stagecoach Festival en Indio, California, y Wallen invitó a Malone a interpretar la canción con él por primera vez antes de su lanzamiento. Cuatro días después, los dos artistas recurrieron a las redes sociales para anunciar el título de la canción y su fecha de lanzamiento.

## Recepción comercial
«I Had Some Help» en Spotify rompió el récord del mejor debut para una canción country y también rompió el récord del mejor debut para una colaboración enteramente masculina en la historia de la plataforma, con casi 14 millones de transmisiones. Adicionalmente encabezó la lista global de Apple Music y la lista Top Thumb Hundred de Pandora, en el momento de su lanzamiento.

## Composición
La canción está escrita en la tonalidad de do mayor, con un tempo de 128 pulsaciones por minuto, la progresión de acordes principal es F–C–Am–G.

## Video musical
El 10 de mayo de 2024, Malone y Wallen lanzaron el vídeo musical oficial, que fue filmado en Joshua Tree, California y dirigido por Chris Villa, con ambos artistas desempeñando papeles principales. El video musical alcanzó más de 3,1 millones de visitas en YouTube en su primer día.

## Posicionamiento en listas

### Semanales
| País (Lista 2024)                         | Mejor posición | Ref    |
| ----------------------------------------- | -------------- | ------ |
| Alemania (GfK)                            | 35             | [ 11 ] |
| Australia (ARIA)                          | 1              | [ 12 ] |
| Canadá (Canadian Hot 100)                 | 1              | [ 13 ] |
| Estados Unidos (Billboard Hot 100)        | 1              | [ 14 ] |
| Estados Unidos (Adult Pop Airplay)        | 20             | [ 15 ] |
| Estados Unidos (Country Airplay)          | 9              | [ 16 ] |
| Estados Unidos (Hot Country Songs)        | 1              | [ 17 ] |
| Estados Unidos (Pop Airplay)              | 20             | [ 18 ] |
| Global 200 (Billboard)                    | 1              | [ 19 ] |
| Global Excl. U.S. (Billboard)             | 3              | [ 20 ] |
| Japón (Billboard Japan Hot Overseas)      | 5              | [ 21 ] |
| Irlanda (IRMA)                            | 1              | [ 22 ] |
| Noruega (VG-lista)                        | 1              | [ 23 ] |
| Nueva Zelanda (RMNZ)                      | 2              | [ 24 ] |
| Reino Unido (UK Singles Chart)            | 2              | [ 25 ] |
| República Checa (Singles Digitál Top 100) | 71             | [ 26 ] |
| Sudáfrica (TOSAC)                         | 4              | [ 27 ] |
| Suecia (Sverigetopplistan)                | 3              | [ 28 ] |
| Venezuela (Venezuela Anglo)               | 10             |        |

## Certificaciones
| Región (Organismo certificador) | Certificaciones | Ventas certificadas | Ref.   |
| ------------------------------- | --------------- | ------------------- | ------ |
| Nueva Zelanda (RMNZ)            | Platino         | 30 000              | [ 30 ] |
| Reino Unido (BPI)               | Plata           | 200 000             | [ 31 ] |